# マッドヴェイン
マッドヴェイン(Mudvayne)は、アメリカ合衆国イリノイ州ピオリアで結成された四人組ヘヴィメタルバンド。

## 来歴
1996年に結成された。アメリカの大型フェスティバルTatoo The Earthに驚異の新人として登場する。1997年に自主的に彼らは『Kill, I Oughtta』をリリース。後にエピック・レコードでピックアップされる。そして2000年に初の1stメジャーレーベルアルバム『L.D.50』をリリースした。『L.D.50』はスリップノットのショーン・クラハンを迎えて制作された。3rdアルバム『LOST AND FOUND』をリリースした頃、メンバーは衣装やメイクを変えた。『LOST AND FOUND』はビルボード・チャートで初登場2位を記録した。
2010年以降活動を停止していたが、2021年4月、復活を発表。様々な音楽フェスティバルに出演する予定である。

## 音楽的特徴

### 音楽性
マッドヴェインは楽曲にデスメタル、ハードコア・パンク、ジャズフュージョン、スピードメタル、プログレッシブ・ロックの要素を取り入れている。

### パフォーマンス
デビュー当時は4人のメンバー全員がそれぞれ派手で悪魔的なメイクを施していた。ファーストシングル「Dig」のPVではチャドが青毛と銀の皮膚のゾンビ、ライアンが黒塗りスキンヘッドに2本角の鬼、グレッグが顔中トゲだらけの赤鬼、マシューが顔の中心から白黒に分けた辮髪、といったメイクを披露しリスナーに衝撃を与えた（このPVはMTV Video Music Awards で[Best Video MTV2]アウォードを受賞している）。その風貌と、ステージを暴れまわるダイナミックなパフォーマンスのため一般には「強暴」といった印象を与えることも少なくなかった。ただ歌詞の内容、インタビューで答える内容から「知的なアーティスト」という側面が徐々に浸透していくこととなる。自身のコメントからも、ゴッホやスタンリー・キューブリックといった音楽界以外の先駆者から強い影響を受けたとある。
活動後期はメイクも薄くなり、歌詞もよりパーソナルなものが増えたが、2021年の再結成後はメンバー全員が初期のようなメイクを施している。

## メンバー

### 現在
- チャド・グレイ - Chad Gray (ボーカル)（1996～）
- グレッグ・トリベット - Greg Tribbett (ギター)（1996～）
- ライアン・マルティニー - Ryan Martinie (ベース)（1998～)
- マシュー・マクドノウ - Matthew McDonough (ドラム)（1996～）

2006年からグレイとトリベットは並行してヴィニー・ポール（元パンテラ、元ダメージプランのドラマー）が中心となって結成したバンド、ヘルイェー (Hellyeah) での活動も行っている。二人は以降、マッドヴェインとヘルイェーを掛け持ちで活動していく事となった。

### 元メンバー
- ショーン・バークレー - Shawn Barclay (ベース)（1996～1998）

## ディスコグラフィー

### スタジオアルバム
| 2000                                       | L.D. 50 - 発売日: 2000年8月22日 - レーベル: Epic                                                   | 85 | 33 | —  | —   | —  | —  | —  | —   | - US: ゴールド |
| 2002                                       | The End of All Things to Come - 邦題: ヘヴィロック断末魔 - 発売日: 2002年11月19日 - レーベル: Epic | 17 | 44 | —  | 125 | —  | —  | —  | 107 | - US: ゴールド |
| 2005                                       | Lost And Found - 発売日: 2005年4月12日 - レーベル: Epic                                            | 2  | 12 | 75 | 132 | 51 | 20 | 11 | 87  | - US: ゴールド |
| 2008                                       | The New Game - 発売日: 2008年11月18日 - レーベル: Epic                                             | 15 | 42 | —  | —   | —  | 32 | —  | —   |                |
| 2009                                       | Mudvayne - 発売日: 2009年12月21日 - レーベル: Epic                                                 | 53 | —  | —  | —   | —  | —  | —  | —   |                |
| "—" は未発売またはチャート圏外を意味する。 | |    |    |    |     |    |    |    |     |                |

### コンピレーションアルバム
| 年   | アルバムデータ                                                          | US |
| ---- | ----------------------------------------------------------------------- | -- |
| 2007 | By the People, for the People - 発売日: 2007年11月27日 - レーベル: Epic | 51 |